# Blød storkenæb
Blød storkenæb (Geranium molle) er en enårig, 10-30 centimeter høj plante i storkenæb-familien. Arten er oprindeligt udbredt i Europa og det sydvestlige Asien, men findes nu desuden indslæbt i resten af verden som ukrudtsplante. Den er blødt håret af uens lange hår. Blomsterne er rosenrøde og kun lidt længere end bægerbladene.

## Forekomst i Danmark
I Danmark er blød storkenæb almindelig og vokser på tørre enge, vejkanter og kulturjord. Den blomstrer her mellem maj og september.